# Appareil de Fizeau

Schéma de l'appareil de Fizeau

 (décembre 2021).
Si vous disposez d'ouvrages ou d'articles de référence ou si vous connaissez des sites web de qualité traitant du thème abordé ici, merci de compléter l'article en donnant les références utiles à sa vérifiabilité et en les liant à la section « Notes et références ».
L'appareil de Fizeau est le nom donné à l'instrument utilisé en 1849 par le physicien français Hippolyte Fizeau dans le but de déterminer la vitesse de la lumière. Vers 1848, Fizeau et Foucault se lancent dans la mise au point d'expériences visant à mesurer la vitesse de la lumière sur Terre, et à comparer la vitesse de la lumière dans l'air et dans l'eau. C'est Fizeau qui réalise, en 1849, la première mesure terrestre de la vitesse de la lumière, en utilisant une roue dentelée. 
L'origine de cet appareil reviendrait à Charles Wheatstone qui a inventé en 1834 un miroir tournant, modifié par François Arago en 1838. C'est ce miroir tournant que Foucault et Fizeau utilisent par la suite, séparément. C'est l'ingénieur Paul-Gustave Froment qui en aurait réalisé les exemplaires.

## Description de l'appareil
L'appareil de Fizeau est constitué :
- d’une roue dentée comportant 720 dents et 720 échancrures, mise en mouvement par un contrepoids. Ce système fut amélioré par la suite par un système de manivelle.
- de deux lunettes et de deux miroirs dont un semi réfléchissant.
- d’une lampe, source lumineuse.

## Principe de l'expérience de Fizeau

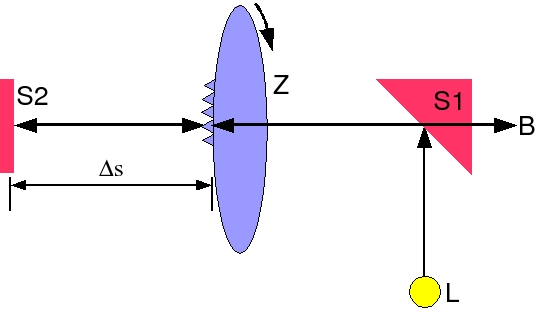
L'expérience de Fizeau. L est la lumière, S1 le 1er miroir, Z la roue dentelée, S2 le 2e miroir, B l'observateur.

Le principe de l'expérience est le suivant : la roue dentelée est mise en rotation (Z), la source lumineuse (L) est réfléchie par un premier miroir semi-transparent (S1), franchit une échancrure de la roue, parcourt la distance d, se réfléchit sur un miroir lointain (S2), parcourt à nouveau la distance d, et arrive à nouveau sur la roue dentelée. Mais celle-ci, entre-temps, a légèrement tourné : la lumière réfléchie peut tomber sur une dent et donc être bloquée, ou passer par une échancrure suivante. En mesurant le temps t qu'il a fallu à la roue pour devenir bloquante, à partir de sa vitesse de rotation (mesurée par l'appareil), et de la distance parcourue (également connue : 2d), on calcule la vitesse de la lumière c : 
{\displaystyle c=2d/t}